# 能格
能格（のうかく、ergative case）とは、能格的な格組織における他動詞の主語の格である。能格言語の大部分が能格を持つ。

## 基本となる概念
能格的な格組織とは、自動詞の主語と他動詞の目的語が同じ格で標示され、他動詞の主語だけが別の格で標示される格組織である。たとえばフンジブ語では、自動詞の主語と他動詞の目的語には何も格標識が付かないが（1a, 1bのkid）、他動詞の主語には-lが付く（1bのoždi-l）。能格的な格組織の他動詞の主語の格は能格、自動詞の主語と他動詞の目的語の格は絶対格と呼ばれる。（1）の例では、kidの格が絶対格、oždi-lの格が能格である。

## 能格の機能
能格は、他動詞の主語を標示するだけでなく、その動作主性を表す機能を持つこともある。

## 名称の由来
ergativeという語の初出は、Sydney H. RayとAlfred C. Haddonの1893年の論文である。